# 아타고역 (미야기현)
아타고역(일본어: 愛宕駅)은 일본 미야기현 미야기군 마쓰시마정에 있는 동일본 여객철도 도호쿠 본선의 역이다. 상대식 승강장 2면 2선의 구조를 지닌 지상역이다.

## 타는 곳
| 동쪽 | ■ 도호쿠 본선 | (상행) | 마쓰시마 · 센다이 방면   |
| 서쪽 | ■ 도호쿠 본선 | (하행) | 고고타 · 이치노세키 방면 |

## 역 주변
- 육상 자위대 소리마치 주둔지
- 국도 제45호선
- 국도 제346호선
- 산리쿠 자동차도 마쓰시마키타 나들목

## 인접 정차역
| 도호쿠 본선          | 도호쿠 본선   | 도호쿠 본선                |
| -------------------- | ------------- | -------------------------- |
| 마쓰시마 센다이 방면 | ■ 도호쿠 본선 | 시나이누마 이치노세키 방면 |